# Tricină
Tricina este un compus organic utilizat ca agent formator de soluție tampon. Denumirea sa provine de la cele două substanțe de la care provine: tris și glicină. Se află pe lista tampoanelor descrise de Good. Este utilizat ca tampon în electroforeză.